# Maria Johansdotter
Maria Johansdotter, o Maja Jansdotter, también conocida como Magnus Johansson (fallecida después de 1706), fue una mujer sueca que adoptó una identidad masculina y trabajó como spelman (músico tradicional) y empleado parroquial. Fue la primera mujer empleada parroquial en Suecia. Fue juzgada por homosexualidad y haberse hecho pasar por hombre en 1705.

## Vida
Maria Johansdotter llegó a Estocolmo desde Åtierra con su padrastro durante la Gran Guerra del Norte. Más tarde declaró que en su infancia ella vestía a menudo pantalones y realizaba tareas tanto masculinas como femeninas. En Estocolmo, trabajó en labores normalmente dadas a hombres en las granjas a las afueras de la capital. También se hizo conocida como intérprete ambulante, tocando el arpa como spelman en las tabernas de Gamla Stan. A pesar de que llevaba pantalones, todavía mantenía su identidad femenina. Aseguró que un anochecer, el huésped de una taberna la convenció de vestirse por completo de hombre y le dio un pasaporte falso a nombre de Magnus Johansson. Desde entonces, fue vista con prendas completamente masculinas y declaró a su esposo que era hermafrodita y de ahora en adelante viviría como hombre. Luego se trasladó sola a otra parte de la ciudad donde no era conocida como mujer.
Su decisión, al menos parcialmente, estuvo motivada por el hecho de que las profesiones masculinas estaban mejor pagadas que las femeninas. Como hombre, trabajó como peón agrícola y empezó a practicar como zapatero. Como tenía una hermosa voz, fue contratada en Lovö como empleado parroquial, convirtiéndose en la primera sacristana en la historia del país. En su vida privada, mantuvo numerosos asuntos amorosos con sirvientas a tal punto, que se ganó una mala reputación de "hombre" promiscuo. Finalmente, muchas sirvientas trataban de evitarle. Después de abundantes romances y líos de faldas, se enamoró sinceramente de la sirvienta Maria Andersdotter. Andersdotter fue advertida por su madre de que  había rumores de que Johansdotter era una mujer, pero Andersdotter le contestó que no le preocupaban las habladurías y aceptó la propuesta matrimonial de Johansdotter. Johansdotter le prometió que le revelaría la verdad una vez hubiera terminado su aprendizaje como zapatero. Maria Johansdotter recibió entonces una carta del vicario de una parroquia donde era conocida como mujer. La pareja decidió cometer un doble suicidio, pero fueron descubiertas por el empleador de Johansdotter, que entonces decidió contestar al vicario y confesar.

## Juicio
Maria Johansdotter fue juzgada en Svartö en 1705. El vicario de la parroquia de Åkers, Johan Acrelius, atestiguó que a menudo había sido vista como hombre durante su servicio en la mansión Tuna. Johansdotter declaró que era común en Åtierra que las mujeres realizaran tareas masculinas. Dijo que a menudo realizaba trabajos de ambos géneros pero que a medida que crecía le gustaban más los masculinos, y que cuando tomó un nombre de varón, abandonó a los hombres decidida a amar tan solo muchachas bonitas. Maria Johansdotter representa un caso único entre las mujeres juzgadas por haberse disfrazado de hombres, porque libremente se declaró culpable de todos los cargos sin la menor muestra de remordimiento o miedo ante el tribunal. Admitió que  tenía asuntos de amor con las de su propio género, pero afirmó que solo había bailado y besado a las jóvenes para divertirse y que no las había "lastimado", un eufemismo para sugerir el coito. Maria Johansdotter fue sentenciada por Svea Hovrätt en 1706 a ocho días de prisión a pan y agua por haberse vestido de hombre y por haber actuado como empleado eclesial.
Pero vestir con prendas del sexo opuesto era un delito grave que podía resultar en pena de muerte, inspirándose en la Biblia. Varios casos se produjeron en Suecia, y allí era un fenómeno conocido públicamente. Normalmente se trató de mujeres que servían como soldados, por lo que Maria Johansdotter fue una de las pocas conocidas en disfrazarse de hombre para obtener acceso a profesiones civiles. En Säby en 1571, un aprendiz de zapatero resultó ser una mujer embarazada, y Karin Johansdotter de Kangasala en Finlandia sirvió como criado masculino en 1723-1726 porque el salario era mejor para un hombre que para una mujer. Del ujier Petter Cederlöf, se descubrió que era una mujer a su muerte en 1780, estando entonces comprometido con una mujer, y Gustafva Juliana Cederström (1746-1801) fue ampliamente conocida por haber trabajado en varias profesiones masculinas reservadas para varones, disfrazada de hombre.

## Legado
La historia de Maria Johansdotter fue convertida en una obra musical por el músico Anders Peev y Johan Theodorsson del Musikteater Unna. Fue mostrada en el Orgullo de Estocolmo 2012, y fue también representada en el Festival de Historia Internacional en Roma 2013.